# Чрезвычайный и полномочный посол Финляндии в США
Чрезвычайный и полномочный посол Финляндии в США — посол, являющийся официальным представителем правительства Финляндии при правительстве Соединенных Штатов Америки.
| Агреман          | аккредитация дипломатии | Посол                   | наблюдения                                                                                      | Список премьер-министров Финляндии | Список президентов США  |  |
| ---------------- | ----------------------- | ----------------------- | ----------------------------------------------------------------------------------------------- | ---------------------------------- | ----------------------- |  |
| 27 мая 1919      |                         |                         | ОТКРЫТОЕ ОТКРЫТИЕ                                                                               | Веннола, Юхо                       | Вильсон, Вудро          |  |
| 27 мая 1919      | 22 августа 2019         | Армас Саастамойнен      | E.E. и M.P. Правительства де-факто. 1 февраля 1920 Чрезвычайный посланник и полномочный министр | Веннола, Юхо                       | Вильсон, Вудро          |  |
| 5 января 1922    | 17 февраля 1922         | Леонард Астром          |                                                                                                 | Веннола, Юхо                       | Гардинг, Уоррен         |  |
| 18 января 1935   |                         | Ээро Джарнефелт         |                                                                                                 | Кабинет Кивимяки                   | Рузвельт, Франклин      |  |
| 1 января 1939    |                         | Сигурд фон Иумерс       | Поверенный в делах                                                                              | Третий кабинет Каяндера            | Рузвельт, Франклин      |  |
| 17 марта 1939    | 22 марта 1939           | Ялмар Прокопе           |                                                                                                 | Третий кабинет Каяндера            | Рузвельт, Франклин      |  |
| 19 июня 1944     |                         | Александр Аматус Теслеф | Поверенный в делах 1966—1974: Посол Финляндии в Аргентину                                       | Кабинет Линкомиеса                 | Рузвельт, Франклин      |  |
| 30 июня 1944     | 31 августа 1945         | Сигурд фон Иумерс       | ЗАВЕРШЕННЫЕ ОТНОШЕНИЯ — ВОЗОБНОВЛЕННЫЕ ОТНОШЕНИЯ                                                | Кабинет Линкомиеса                 | Рузвельт, Франклин      |  |
| 3 ноября 1945    |                         | Калле Джутила           |                                                                                                 | Второй кабинет Паасикиви           | Трумэн, Гарри           |  |
| 14 ноября 1945   |                         | Сигурд фон Иумерс       | Поверенный в делах                                                                              | Второй кабинет Паасикиви           | Трумэн, Гарри           |  |
| 21 ноября 1945   |                         | Калле Джутила           |                                                                                                 | Второй кабинет Паасикиви           | Трумэн, Гарри           |  |
| 5 июня 1951      | 20 июня 1951            | Йохан Nykopp            |                                                                                                 | Второй кабинет Кекконена           | Трумэн, Гарри           |  |
| 19 января 1955   | 26 января 1955          | Йохан Nykopp            | ПОВРЕЖДЕНИЕ ПОДРАЗУМЕВАЕТСЯ ПОСОЛЬСТВУ                                                          | Пятый кабинет Кекконена            | Эйзенхауэр, Дуайт Дэвид |  |
| 25 сентября 1958 | 8 октября 1958          | Рафаэль Сеппала         |                                                                                                 | Кабинет Куускоски                  | Эйзенхауэр, Дуайт Дэвид |  |
| 9 февраля 1965   | 24 февраля 1965         | Олави Munkki            |                                                                                                 | Кабинет Виролайнена                | Джонсон, Линдон         |  |
| 9 августа 1965   | 7 сентября 1972         | Лео Таоминен            |                                                                                                 | Кабинет Виролайнена                | Джонсон, Линдон         |  |
| 14 сентября 1977 |                         | Эрик Hellqvist          | Поверенный в делах                                                                              | Второй кабинет Сорсы               | Картер, Джимми          |  |
| 20 октября 1977  | 22 ноября 1977          | Jaakko Iloniemi         |                                                                                                 | Второй кабинет Сорсы               | Картер, Джимми          |  |
| 30 апреля 1983   |                         | Passi Rutanen           | Поверенный в делах                                                                              | Третий кабинет Сорсы               | Рейган, Рональд         |  |
| 2 июня 1983      | 16 июня 1983            | Ричард Мюллер           |                                                                                                 | Четвёртый кабинет Сорсы            | Рейган, Рональд         |  |
| 3 февраля 1986   | 11 марта 1986           | Рантанен, Пааво         |                                                                                                 | Четвёртый кабинет Сорсы            | Рейган, Рональд         |  |
| 3 ноября 1988    | 9 ноября 1988           | Юкка Валтасаари         |                                                                                                 | Кабинет Холкери                    | Рейган, Рональд         |  |
| 30 марта 1996    | 30 апреля 1996          | Джейкко Лахава          |                                                                                                 | Первый кабинет Липпонена           | Клинтон, Билл           |  |
| 9 октября 2001   | 10 октября 2001         | Юкка Валтасаари         |                                                                                                 | Второй кабинет Липпонена           | Буш, Джордж Уокер       |  |
| 10 января 2006   | 13 марта 2006           | Линту, Пекка            |                                                                                                 | Кабинет Яаттеэнмяки                | Буш, Джордж Уокер       |  |
| 1 сентября 2011  | 9 сентября 2011         | Ритва Хук-Ronde         |                                                                                                 | Кабинет Катайнена                  | Обама, Барак            |  |
| 1 сентября 2015  | 17 сентября 2015        | Кирсти Каупи            |                                                                                                 | Кабинет Сипиля                     | Обама, Барак            |  |

38°55′28″ с. ш. 77°03′55″ з. д.